# سگ بی‌مو

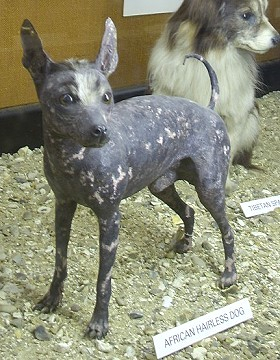
یک سگ بی‌موی آفریقایی در موزه جانورشناسی والتر روچیلد، ترینگ، انگلستان

سگ بی‌مو (انگلیسی: Hairless dog) سگی است که استعداد ژنتیکی برای بی‌مویی و ریزش مو دارد. دو نوع شناخته شده از بی‌مویی ژنتیکی وجود دارد، نوع غالب و مغلوب. نوع غالب ناشی از دیسپلازی اکتودرمی در نتیجه جهش در ژن اتوزومال FOXI3 است.

## نژادهای سگ بی مو
- تریر بی‌موی آمریکایی
- آرژانتینی پیلا
- Chinese Crested Dog
- خالا بی‌مو[۲]
- جونانگی
- سگ بی‌مو پرویی
- سگ بی‌موی مکزیکی

## نگارخانه

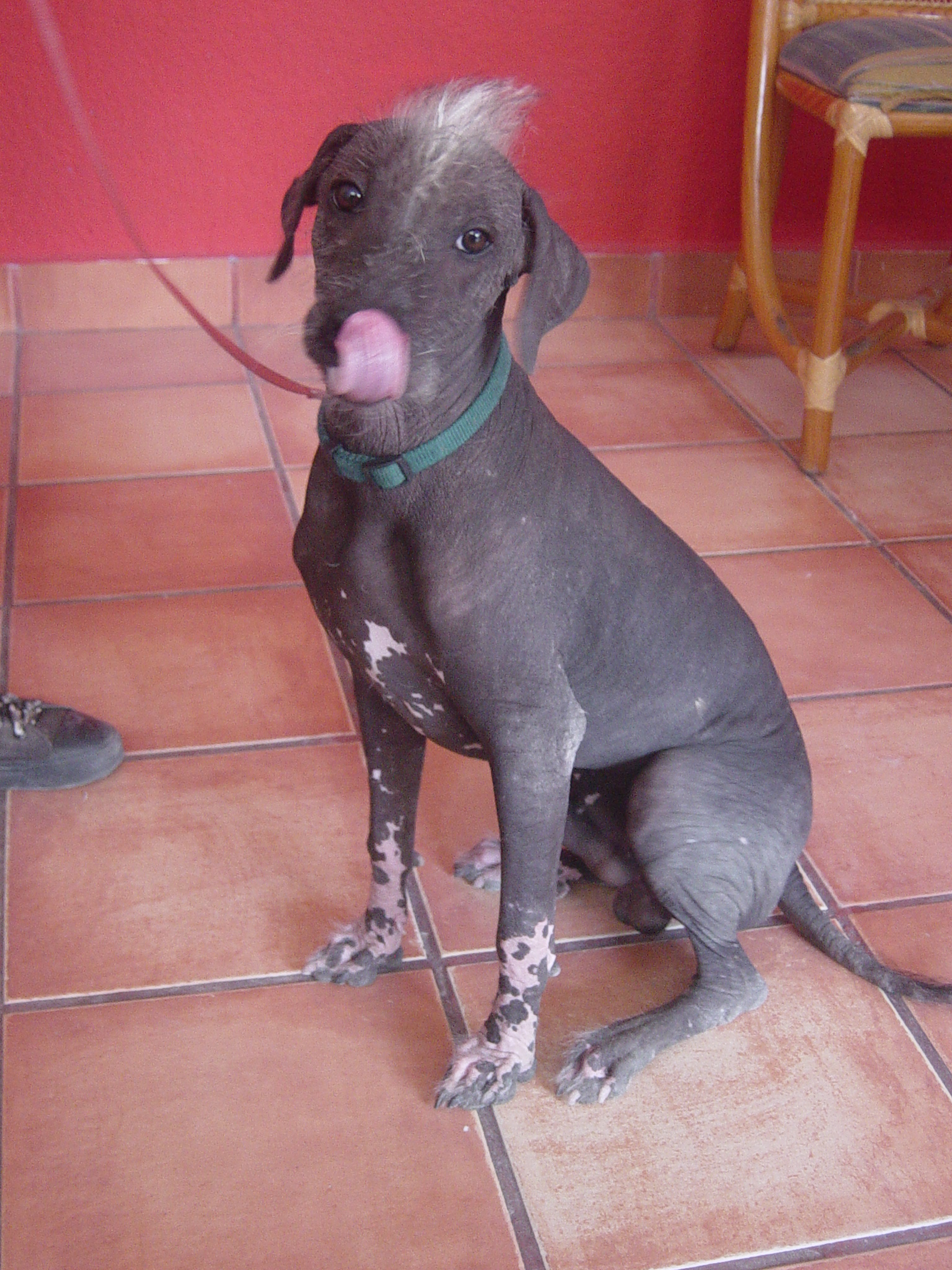
سگ بی‌موی مکزیکی
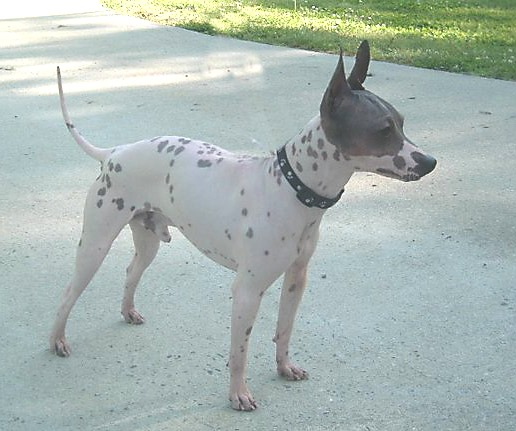
تریر بی‌موی آمریکایی